# صانع الساعات الأعمى
صانع الساعات الأعمى (بالإنجليزية: The Blind Watchmaker) هو كتاب لعالم البيولوجيا التطورية البريطاني ريتشارد دوكنز نشر عام 1986.
يتناول الكتاب النقاش والجدل الدائر حول نظرية التطور والانتقاء الطبيعي وفيه يناقش دوكنز أيضا الانتقادات التي وجهت لكتابه السابق «الجين الأناني»، حيث يكتب دوكنز في الكتاب الجديد المزيد عن النظرة ذات الأساس الجيني للتطور. يطرح دوكنز أيضا في الكتاب حجج منطقية ضد وجود الله.
عنوان الكتاب مستوحى من «جدلية صانع الساعة» التي طرحها ويليام بالي في كتابه «الإلهيات الطبيعية» المنشور عام 1802، وهي مماثَلة (Analogy) لإثبات وجود الله تقول بأن كل نظام معقّد (مثل أنظمة المتعضيات الحية) لا بد له من مصمم قام بإيجاده (خالق في حالة المتعضيات الحية)، تماما مثل أن كل ساعة -بكل ما تحويه من تراكيب معقدة- لا بد لها من صانع ساعات قام بتصميمها. دوكنز يرد على هذه المماثلة بالقول بأن عملية الانتقاء الطبيعي في تكوين المتعضيات يمكن مماثلتها بصانع ساعات «أعمى»، ويشرح دوكنز في الكتاب الفرق بين احتمال إيجاد نظام معقد بواسطة العشوائية فقط، وبين احتمال إيجاده بواسطة العشوائية المصحوبة بالانتقاء التراكمي. ولكن الحقيقة التي لا جدل فيها أن الساعات يمكن أن تكون عمياء لكن لا يمكن لسانها أن يكون أعمى مطلقا.
تُرجم الكتاب إلى العربية بواسطة مصطفى إبراهيم فهمي ونشرته دار العين للنشر بالقاهرة عام 2002.

## الموجز
يستخدم دوكنز مثال العين لدحض فكرة أن التعقيد لا يمكنه أن ينشأ إلا من خلال تدخل «خالق»، يبدأ دوكنز بعرض كائن بسيط قادر فقط على التمييز بين الضوء والظلام، بالطريقة البدائيّة فقط، ثم يأخذ القارئ في رحلة من التعديلات الصغيرة على هذا الوضع والتي تبني في النهاية تعقيدًا، حتى نصل في النهاية إلى العين المعقدة للثديات. وخلال هذه الرحلة يضرب دوكنز أمثلة على كائنات لديها أجهزة بصريّة يمكننا أن نطلق عليها أنها ذات تعقيدٍ متوسط.
يكمن اهتمام دوكنز الأول أثناء طرح حُججه بشأن قدرة الانتخاب الطبيعي على تفسير التكيف المعقد للكائنات، يكمن في توضيح الفرق بين القدرة على تطوير تعقيد كنتيجة للعشوائيّة المحضة، والقدرة على تكوين تعقيد كنتيجة للعشوائيّة المصحوبة بالانتخاب التراكميّ. يوضح دوكنز ذلك بطرح مثال «برنامج الوياسيل». ثم يصف دوكنز تجربته مع نموذج محوسب أكثر تعقيدًا، من الانتخاب الاصطناعيّ المستخدم في برنامج يسمى «صانع الساعات الأعمى» والذي بيع منفردًا كوسيلة تعليميّة.
أظهر البرنامج شكل ثنائيّ الأبعاد (ثنائيّ الشكل) مصنوع من خطين أسودين مستقيمين، وعُرِّف فيه الطول والموضع والزاوية تبعًا لمجموعة من القواعد والتعليمات (مماثلة للجينوم). وبإضافة بعض الخطوط أو إزالتها، بناءً على تلك القواعد، كان هناك إمكانيّة إنتاج العديد من الأشكال الجديدة الممكنة (الطفرات)، والتي عُرضت على الشاشة لكي يختار المستخدم بينها. وبهذا تكون الطفرة المختارة أساسًا لجيل جديد من (ثنائيّ الشكل) المتطفر ليُختار منها، وهكذا. تشبه تلك الطريقة ما يفعله الانتخاب الطبيعيّ، حيث يختار المستخدم الكائنات الجديدة مما يؤدي إلى استمرار عملية تطور كائن (ثنائيّ الشكل). أنتجت تلك العملية صورًا تشبه كائنات حقيقيّة مثل الخفافيش والأشجار والخنافس. يظن دوكنز أن الدور اللاطبيعيّ الذي لعبه المستخدم يمكن استبداله بعنصر طبيعيّ، فمثلًا يمكن أن تُنتخب بعض كائنات (ثنائيّ الشكل) بواسطة الفراشات أو الحشرات الأخرى، خلال شاشة عرض حساسة للمس تُعرض في الحديقة.
يشرح دوكنز في حاشية طبعة متأخرة عام 1996 كيف أن تجاربه مع النماذج المحوسبة قادته إلى تبجيل أكبر للقيود الجنينيّة على الانتخاب الطبيعيّ. فقد لاحظ بالتحديد أنماطًا محددة للنمو الجنينيّ قد تؤدي بمجموعة من نوع بيولوجيّ معيَّن على النجاح في إشغال بعض المنافذ البيئيّة، من خلال التأكيد على أن ذلك لا يمكن خلطه بانتخاب المجموعة. وأطلق على تلك العملية «تطور القابليّة للتطور».
وبعد إنهاء الجدال بشأن قدرة التطور على شرح أصل التعقيد، يستخدم دوكنز ذلك للجدال ضد وجود الله: «الإله الذي لديه القدرة على هندسة مثل هذا التعقيد المنظم سواء بالخلق المباشر أو بتوجيه التطور، لا بد أنه كان معقدًا بالضرورة» ويقول أيضًا: «وهذا يعني طرح فرضيّة التعقيد المنظم بدون توفير تفسير». لقد استهل دوكنز الكتاب بالتصريح بأنه لا يهدف أن يقنع القارئ أن وجهة النظر الداروينيّة صحيحة فحسب، بل إنها أيضًا النظرية الوحيدة المعروفة لتفسير لغز وجودنا.

## الاستقبال
يكتب تيم رادفورد في صحيفة «الغارديان» أنه بالرغم من نزعة دوكنز العلمانيّة الإنسانيّة، إلا أنه كتب كتابًا جميلًا صبورًا منذ 1986 بدأ بمزاج سخيّ ويستمر على هذا المنوال حتى النهاية. لقد مر نحو 30 عامًا ولازال الناس يقرأون الكتاب؛ لأنه واحد من أفضل الكتب التي تجيب على السؤال المطروح والذي حيّر الأساقفة: كيف يمكن للطبيعة أن تحقق مثل تلك التعقيدات والاختلافات؟ ويحاول دوكنز إقناعهم بصبر.
كتب الفيلسوف والمؤرخ البيولوجيّ مايكل ت. غيسلين في نيويورك تايمز معلقًا بقوله: «لقد نجح دوكنز نجاحًا مثيرًا في توضيح كيف يسمح الانتخاب الطبيعيّ لأخصائيّ البيولوجيا أن يعفوا أنفسهم من استخدام مفاهيم مثل الغاية والتصميم». كما يلاحظ أن نماذج الحاسوب في المماثلة محدودة ولكنها مفيدة. كما يرى غيسلين أن دوكنز لا يتسلى بدحض فرضيات الخلقويّين، ولكنه يسعى لطرح الحُجج ضد الفرضيات المطروحة في مواجهة النيوداروينيّة/الداروينيّة الجديدة. يعتقد غيسلين أن الكتاب يقضي الحاجة للتعرف على التطور بصورة أكبر «وهو ما سيسعى الخلقويّون للهروب منه» ويستنتج «القراء غير الغاضبين سيجدون متعة في قراءة الكتاب».
يتأمل فيلسوف الدين الأمريكيّ دالاس ويلارد في الكتاب، منكرًا وجود صلة بين التطور وصحة الحُجج القائلة بتصميم وبين الله: حيث يؤكد أن دوكنز ينظر إلى الحُجج باعتبارها قائمة بالكامل على هذا الأساس. يجادل ويلارد أن الفصل السادس بعنوان «الأًصول والمعجزات» يحاول تنفيذ «المهمة الصعبة» ليس في صنع صانع ساعات أعمى فقط ولكن في «صانع صانع ساعات أعمى»، ويعلِّق على ذلك قائلًا أن ذلك كان سيصير عنوانًا أكثر أمانة للكتاب. يلاحظ أيضًا أن دوكنز يدحض عددًا من الحُجج «الضعيفة» مثل تلك الحُجج من التشكك الشخصيّ. ينكر عليه أيضًا التمارين الحاسوبيّة التي طرحها في الكتاب والحُجج القائلة أن التغير التدريجيّ تفسر نشوء وتطور صور معقدة من الحياة. يختتم ويلارد قائلًا أن دوكنز بكتابة هذا الكتاب لم يكن عالمًا على خطى داروين، ولكنه كان ميتافيزيقيًا طبيعيًا.

## التأثير
قرأ المهندس ثيو جانسين الكتاب في 1986 وكان منبهرًا بالتطور والانتخاب الطبيعيّ. وبنى منذ 1990 التماثيل الحركيّة (الفن الحركيّ)، «عابر السبيل»، قادر على المشي بتأثير الرياح.
وصف الصحافيّ ديك بونتان كتاب سيان ب. كارول عام 2005 في علم الأحياء النمائي التطوري بعنوان «الأشكال اللانهائيّة الأكثر جمالًا» باعتباره كتاب العلوم الشعبيّة الأكثر أهمية منذ «صانع الساعات الأعمى»، وأن تأثيره مقارب له.

## وصلات خارجية
- صانع الساعات الأعمى على موقع الموسوعة البريطانية (الإنجليزية)
- برنامج صانع الساعات الأعمى